# لویی بناپارت
لویی ناپُلِئون بُناپارت (۲ سپتامبر ۱۷۷۸–۲۵ ژوئیه ۱۸۴۶) در فاصله سال‌های ۱۸۰۶ تا ۱۸۱۰ میلادی پادشاه هلند بود. وی برادر کوچک‌تر اولین امپراتور فرانسه ناپلئون بناپارت و پدر آخرین امپراتور فرانسه ناپلئون سوم بود.
ناپلئون بناپارت که حکومت‌های مستقل مناطق تحت کنترل را به عنوان خطری برای خود می‌دید، در سال ۱۸۰۶ اقدام به تأسیس پادشاهی هلند کرد و برادر کوچک‌تر خود را به عنوان پادشاه هلند منصوب کرد. اما لویی برخلاف انتظار ناپلئون سعی می‌کرد پادشاه مسئول و مستقلی باشد. زمانی که ناپلئون قصد لشکرکشی به روسیه را داشت، لویی از اعزام هلندی‌ها به جنگ امتناع کرد و در نتیجه ناپلئون کلیه نیروهای فرانسوی را از هلند خارج کرد. این مسئله در زمانی که انگلیس با اعزام ۴۰٫۰۰۰ سرباز قصد تصرف بخش‌هایی از هلند را داشت، باعث ضعف نظامی هلند شد. در نهایت نیروهای فرانسوی به فرماندهی ژان باپتیست برنادوت پادشاه آینده سوئد، با حمله انگلیس مقابله کردند. اما دربرابر ناپلئون خواستار استعفای لویی از سلطنت هلند شد، که لویی از این کار سر باز زد. در نهایت ناپلئون در اول ژوئیه ۱۸۱۰ به هلند حمله کرد و لویی را مجبور به استعفا به نفع پسرش لویی دوم کرد.
لویی بعد از استعفا از سلطنت در اتریش و توسکانی در تبعید زندگی کرد و در ۲۵ ژوئیه ۱۸۴۶ در لیورنو درگذشت.